# Lista de prefeitos de Águas Mornas
Esta é a lista de prefeitos do município de Águas Mornas, estado brasileiro de Santa Catarina.
| N° | Prefeito                               | Partido                                          | Início do mandato       | Fim do mandato         | Observações                              |
| -- | -------------------------------------- | ------------------------------------------------ | ----------------------- | ---------------------- | ---------------------------------------- |
| 1  | José Hygino Martins                    | União Democrática Nacional UDN                   | 29 de dezembro de 1961  | 30 de janeiro de 1963  | Prefeito eleito em sufrágio universal.   |
| 2  | Paul Esser                             | União Democrática Nacional UDN                   | 31 de janeiro de 1963   | 30 de janeiro de 1969  | Prefeito eleito em sufrágio universal.   |
| 3  | Balduino Weber                         | Aliança Renovadora Nacional ARENA                | 31 de janeiro de 1969   | 30 de janeiro de 1973  | Prefeito eleito em sufrágio universal.   |
| 4  | Germano José Steinbach                 | Aliança Renovadora Nacional ARENA                | 31 de janeiro de 1973   | 31 de janeiro de 1977  | Prefeito eleito em sufrágio universal.   |
| 5  | Mário José Koerich                     | Aliança Renovadora Nacional ARENA                | 1° de fevereiro de 1977 | 31 de janeiro de 1983  | Prefeito eleito em sufrágio universal.   |
| 6  | Walmor Lehmkuhl                        | Partido Democrático Social PDS                   | 1° de janeiro de 1983   | 31 de dezembro de 1988 | Prefeito eleito em sufrágio universal.   |
| 7  | Elmar Antônio Thiesen                  | Partido Democrático Social PDS                   | 1° de janeiro de 1989   | 31 de dezembro de 1992 | Prefeito eleito em sufrágio universal.   |
| 8  | Lauri Thiesen                          | Partido Democrático Social PDS                   | 1° de janeiro de 1993   | 31 de dezembro de 1996 | Prefeito eleito em sufrágio universal.   |
| 9  | Valdecir José Sens                     | Partido Progressista Brasileiro PPB              | 1° de janeiro de 1997   | 31 de dezembro de 2000 | Prefeito eleito em sufrágio universal.   |
| 10 | Elmar Antônio Thiesen                  | Partido da Social Democracia Brasileira PSDB     | 1° de janeiro de 2001   | 31 de dezembro de 2004 | Prefeito eleito em sufrágio universal.   |
| 10 | Elmar Antônio Thiesen                  | Partido da Frente Liberal PFL                    | 1° de janeiro de 2005   | 31 de dezembro de 2008 | Prefeito reeleito em sufrágio universal. |
| 11 | Pedro Francisco Garcia                 | Partido do Movimento Democrático Brasileiro PMDB | 1° de janeiro de 2009   | 31 de dezembro de 2012 | Prefeito eleito em sufrágio universal.   |
| 11 | Pedro Francisco Garcia                 | Partido do Movimento Democrático Brasileiro PMDB | 1° de janeiro de 2013   | 31 de dezembro de 2016 | Prefeito reeleito em sufrágio universal. |
| 12 | Omero Prim                             | Partido do Movimento Democrático Brasileiro PMDB | 1° de janeiro de 2017   | 31 de dezembro de 2020 | Prefeito eleito em sufrágio universal.   |
| 12 | Omero Prim                             | Movimento Democrático Brasileiro MDB             | 1° de janeiro de 2021   | 31 de dezembro de 2024 | Prefeito reeleito em sufrágio universal. |
| 13 | Pedro Francisco Garcia Pedro do Branco | Movimento Democrático Brasileiro MDB             | 1° de janeiro de 2025   | Atual                  | Prefeito eleito em sufrágio universal.   |